# Inmigración en Colombia
La inmigración en Colombia comenzó con la llegada de los españoles en la época colonial, quienes además introdujeron población proveniente del África subsahariana para usarla como mano de obra esclava entre los siglos XVI y XVIII. La inmigración posterior de los siglos XIX y XX incluye grupos procedentes de Europa y el Medio Oriente, especialmente del Levante mediterráneo. Los inmigrantes entraron a través del puerto de Barranquilla, aumentando considerablemente su población y convirtiéndola en la ciudad más cosmopolita del país. Desde la década de los 2010 el país ha experimentado un vertiginoso aumento de población extranjera, producto de la crisis migratoria venezolana.
De acuerdo al censo realizado en el año 2018, la población censada que indicó que nació en otro país fue de 963 492, correspondientes al 2,18 % del total de la población, fluctuando entre el 0,16 % para el departamento del Chocó y el 8,35 % en el departamento de Arauca, este último fronterizo con Venezuela.. Los venezolanos constituyen la mayor cantidad de inmigrantes en Colombia, representando más del 90 % del total de inmigrantes en el país.

## Migración por zona geográfica

### Europa

#### Alemania

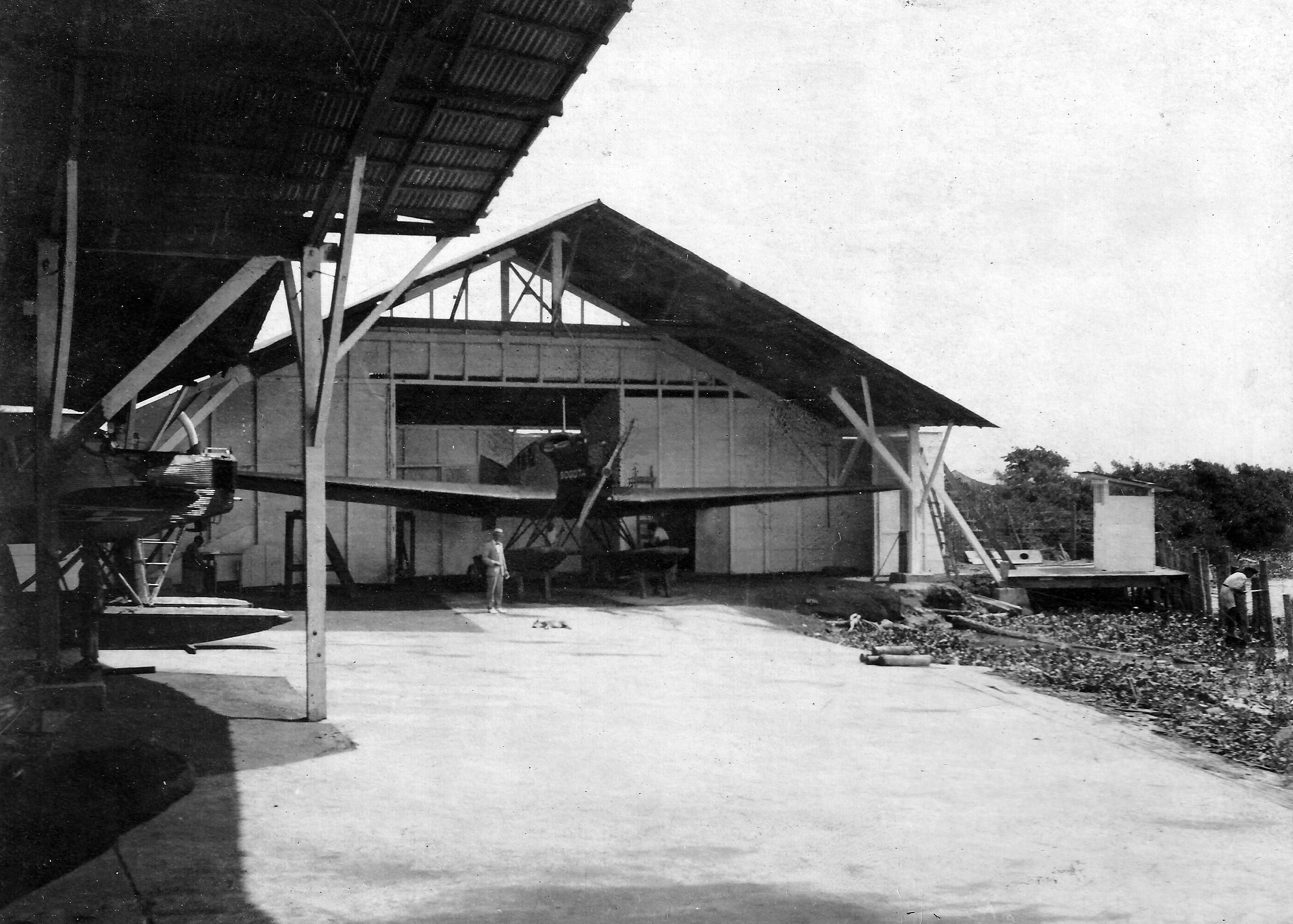
Hangar de la SCADTA en 1922, principal empresa de emprendimiento alemán en Colombia.

La inmigración alemana en Colombia está integrada por los germano-colombianos (en alemán: Deutschkolumbianer) que son los alemanes emigrados a Colombia y los colombianos de ascendencia alemana. El término «alemán» por lo general se refiere a los alemanes étnicos que emigraron a la Argentina desde Alemania, pero también en cierta cantidad se consideraban en el mismo grupo aquellos alemanes étnicos que emigraron desde países que habitaban como Alemania, Austria, Hungría, Italia, Francia, Luxemburgo, Polonia, Rumania, Rusia, Suiza, la ex Checoslovaquia (alemanes de los Sudetes), la ex Yugoslavia (alemanes de Yugoslavia), los países bálticos (alemanes del Báltico) y otros lugares de Europa. Los germano-colombianos se concentran en Bogotá, Santander, Boyacá, Barranquilla, Bucaramanga, Medellín y Santa Marta en ciudades y otros departamentos andinos. Los alemanes han ido emigrando a Colombia desde el siglo XVII. Durante la Segunda Guerra Mundial, miles de alemanes encontraron refugio en este país.

#### Austria
La inmigración austríaca en Colombia es el movimiento migratorio proveniente de Austria hacia Colombia. Aunque la comunidad austriaca en Colombia es pequeña.

#### Bélgica
La primera inmigración belga a Colombia comenzó en el siglo XVI, cuando los Países Bajos y Nueva Granada (hoy en día, Colombia y Panamá) ingresaron en 1517 bajo el dominio del imperio español de Carlos V de Alemania o Carlos I de España. La conexión del territorio belga con el imperio español se prolongó hasta 1714. Carlos favoreció a los flamencos con beneficios, posiciones y concesiones de colonizar las Américas. Sin embargo, los flamencos participaron de manera sobresaliente como asesores y banqueros de la empresa.
Durante los siglos XVI y XVII, los primeros asentamientos belgas en Colombia existieron en Antioquia, Cartagena, Popayán y Santafé.

#### Checoslovaquia
El inicio de la migración checa ocurrió por primera vez durante la segunda y tercera décadas del siglo XX, especialmente durante la Primera y la Segunda Guerra Mundial. Actualmente se estima que hay aproximadamente 166 ciudadanos checos viviendo en Colombia.

#### Croacia
Durante las primeras décadas del siglo XIX, algunos croatas dejaron su país de origen con rumbo a América del Sur por razones económicas y políticas. El primer destino sudamericano para los inmigrantes croatas fue Argentina y Chile, seguido de Brasil, Perú, Bolivia, Paraguay, Venezuela y Ecuador. Su presencia en Chile y Argentina ha sido muy numerosa, mientras que otras naciones en el continente fueron más pequeñas. Por otro lado, Colombia recibió un mínimo de inmigrantes croatas. A mediados del siglo XX, un gran número de croatas huyeron del imperio austrohúngaro y de la antigua Yugoslavia a Colombia. En cuanto a los inmigrantes croatas que llegaron a Colombia, mantuvieron idioma hasta que comenzaron a asimilarse y adoptar el español.[cita requerida]

#### Eslovenia
Se estima que hay alrededor de 150 eslovenos y sus descendientes viviendo en Colombia. Si bien aproximadamente diez de ellos residen en Bogotá, la mayoría vive en ciudades a lo largo de la costa atlántica como Cartagena, Barranquilla y Santa Marta, así como ciudades colombianas más grandes como Medellín y Cali. En 2018, se fundó la Asociación Eslovena de Colombia (Slovensko društvo v Kolumbiji) para promover el intercambio cultural y la construcción de comunidades entre los eslovenos y sus descendientes en Colombia.

#### España

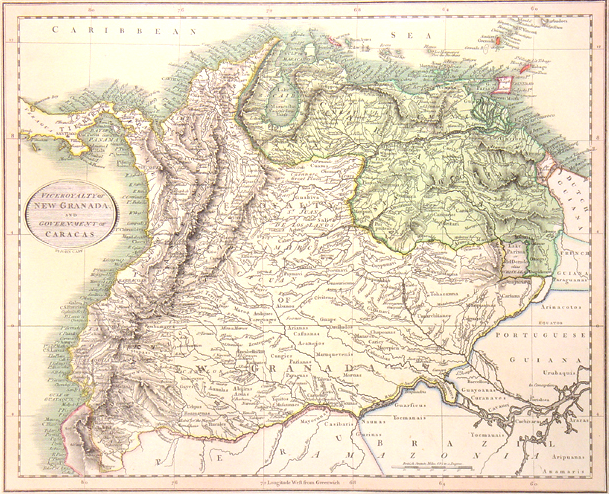
Mapa del Virreinato de Nueva Granada, conglomerado colonial español en la actual Colombia

La inmigración española en Colombia trata del flujo migratorio masivo de personas cuyo origen es español (principalmente vasco, gallego, extremeño y castellano) que han emigrado a la República de Colombia, en dos fases, tanto en la época virreinal a través de la colonización, como después de la independencia hasta la actualidad con la emigración, siendo mucho más importante la primera y casi secundaria y efímera la segunda.
Los españoles se han dispersado por toda la geografía colombiana, siendo Santa Marta y Cartagena los principales puertos receptores de españoles en Colombia y Sudamérica durante la época colonial, desde donde poblaron todo el territorio de lo que hoy se conoce como República de Colombia desde el siglo XVI hasta el siglo XIX.

##### Navarra
La inmigración vasconavarra en Colombia se refiere a las personas colombianas de ascendencia vasca y navarra o las personas vascas que emigraron a la República de Colombia. Se considera una de las diásporas vascas más numerosas del mundo y quizá de América. Su principal influencia fue en la llamada "Región Paisa" (departamentos de Antioquia y el Eje Cafetero), y también en los departamentos de Cundinamarca, Boyacá, Santander, Nariño y el noreste de la Región Caribe.
Los vascos y los navarros poblaron Antioquia y todo el Eje Cafetero así como otras regiones. La influencia que dejaron incluye aspectos culturales, lingüísticos y arquitectónicos. Estas tradiciones incluyen las trovas (desafíos musicales en forma de versos improvisados), la afición por la carne de cerdo y por los fríjoles, la danza del machete, etc.

##### Andalucía
Sobre la importancia de Andalucía en Colombia, cabe destacar el nombre que recibió el territorio: Nueva Granada, en alusión a la localidad del sur de Andalucía. Gran parte de los colonizadores y primeros habitantes del país procedían de Andalucía, lo que dejó notables rastros culturales y lingüístico. El español costeño de la zona norte de Colombia, la Costa Caribe, tiene influencia de las hablas meridionales de España, principalmente Andalucía.

#### Francia
Los franceses habían desempeñado varios papeles importantes en Colombia, como educación, maestros, médicos, y otros. Hasta 1870, casi todos los inmigrantes franceses a Colombia se originaron en Pirineos. Los inmigrantes franceses en Colombia provenían del suroeste Francia, incluidos Béarn, el País Vasco (Basses-Pyrénées), Rouergue y Charente. Otros eran de París y de la región Saboya. A partir de 2017, solo 5,799 franceses ciudadanos residen en Colombia. La mayoría de ellos están altamente concentrados en Bogotá.

#### Grecia
La inmigración griega en Colombia no ha sido tan importante como con otros países latinoamericanos, ya que la mayoría de los griegos emigraron a Chile o Argentina. Muchos judíos griegos llegaron a Colombia después de la Primera Guerra Mundial en el país, mientras que otros llegaron después de la Segunda Guerra Mundial. Algunos de los griegos abandonaron Colombia durante los años de inseguridad causados por los carteles de la droga.
Balalaika, las compañías de ropa interior más grandes que se encuentran en Medellín y son propiedad de Takis Bersis. Un griego que vino a Colombia por amor siguiendo a su esposa, por lo que actualmente está abierto en todos los mercados y en todos los centros comerciales de todo el país.

#### Hungría
El número de húngaros en Colombia nunca ha sido significante comparado con los países que históricamente fueron los destinos latinoamericanos más importantes de los húngaros como Brasil, Argentina y Venezuela (y a menor medida, Uruguay y Chile), pero la comunidad húngara, mayoritariamente de clase media y alta, ha destacado por sus contribuciones a la economía, tecnología y vida académica de Colombia.[cita requerida] La ola migratoria más importante hasta hoy empezó después de la Revolución Húngara de 1956 que fue brutalmente aplastada por la Unión Soviética y 190.000 húngaros se vieron obligados a emigrar (apróx. 2 % de la población total del país). Según ACNUR, Colombia acogió a 220 refugiados húngaros entre 1956 y 1959. En la trayectoria de la Universidad de los Andes se destacan varios profesores refugiados de Hungría como John von Neumann, el matemático János Horváth, el ingeniero László Székessy y la arquitecta Emesé Ijjasz. El actor Juan Pablo Shuk y la modelo Marina Danko son de padre húngaro.

#### Irlanda
La inmigración irlandesa en Colombia ha sido muy reconocible desde la época colonial. Desde alrededor de 1819 hasta 1825, muchos irlandeses fueron enviados por primera vez a Colombia para luchar con las tropas de Simón Bolívar y hacer de Colombia un país independiente de España. Después de que Colombia se convirtió en un país independiente con la ayuda de las tropas irlandesas, varias familias irlandesas comenzaron a establecerse en Colombia como misioneros y también difundieron la fe católica.

#### Italia

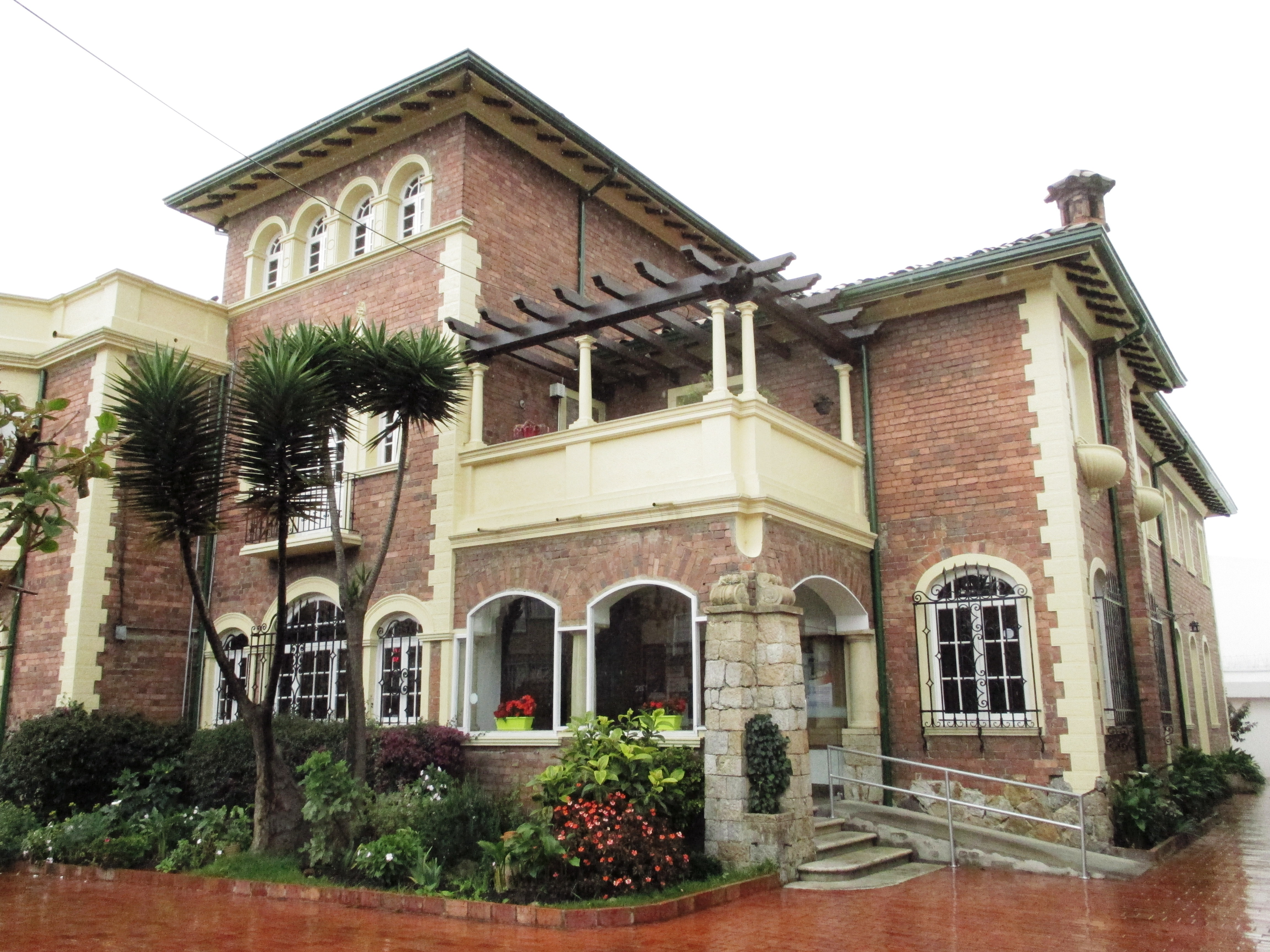
Instituto de Cultura Italiana en Teusaquillo, centro de Bogotá, Colombia.

A mediados del siglo XIX llegaron muchos italianos del sur del país (especialmente de la provincia de Salerno y de las regiones de Basilicata y Calabria) a la costa norte de Colombia: Barranquilla fue el centro de esta primera migración de masa.
Agustín Codazzi propuso la creación de una colonia agrícola de italianos, tomando como modelo lo que hizo con la Colonia Tovar en Venezuela, pero (según el académico Roberto Violi) un conjunto de factores se lo impidieron.
En 1885 se rompieron las relaciones diplomáticas entre Italia y Colombia cuando un acaudalado empresario italiano de nombre Ernesto Cerruti se puso en contra de la oligarquía y de la iglesia del Cauca, favoreciendo a los liberales y masones, por lo que las autoridades de Bogotá confiscaron sus propiedades y lo encarcelaron. Esto ocasionó un bloqueo de los puertos colombianos por parte de la Marina italiana y el flujo migratorio desde Italia se cerró parcialmente hasta 1899. En las décadas siguientes, especialmente en Barranquilla, miembros de la comunidad italiana iniciaron todo tipo de actividades industriales: zapatos, joyas, bebidas, entre otras empresas, constituían sus grandes labores. Otros, médicos, ensayistas y demás, contaron sus últimas historias en el sur de la costa Caribe y sus puertos marítimos.
Después de la Segunda Guerra Mundial la emigración italiana se dirigió prevalentemente hacia la capital, Cali y Medellín, en su mayoría provenientes de las regiones del norte de Italia. Se estima que 2 000 000 de colombianos tienen ascendencia italiana.

#### Lituania
La migración de los lituanos a Colombia tuvo lugar por primera vez durante la década de 1940, debido a la Segunda Guerra Mundial. Hoy en día, el censo colombiano estimó que hay 48 ciudadanos lituanos que residen en Colombia.

#### Países Bajos
La inmigración neerlandesa en Colombia es el movimiento migratorio de ciudadanos de los Países Bajos hacia Colombia. Actualmente hay 376 neerlandeses en Colombia. Algunos de los exploradores holandeses llegaron a las costas del Caribe colombiano. Además, aproximadamente 100 familias holandesas fueron identificadas en Barranquilla, Cartagena, Santa Marta, Riohacha, Maicao y Sincelejo y registradas en el Consulado de los Países Bajos en Barranquilla, llegaron a Colombia desde Aruba y Curazao, las antiguas Antillas Neerlandesas. El grupo de inmigrantes holandeses era muy pequeño en su mayoría judíos, e incluso algunos optaron por regresar a su país de origen, principalmente y como lo dijo Peter Slagter, miembro de la comunidad holandesa y cónsul de ese país durante más de dos décadas. Barranquilla, al choque cultural. Otros factores, como el clima tropical inclemente y las diferencias entre las idiosincrasias holandesas y caribeñas también contribuyeron a que estos inmigrantes europeos decidieran regresar a los Países Bajos. Irónicamente, el sol y el bullicio caribeño de mediados del siglo XX también encantaron a algunos, incluido el padre de Peter, Jan Gerbrand Slagter.

#### Polonia
La inmigración polaca en Colombia comenzó alrededor del siglo XIX, más tarde durante la Segunda Guerra Mundial, cuando la mayoría de los polacos que llegaron a Colombia eran principalmente judíos, que huían de la persecución, la inestabilidad política y la invasión alemana en su país. Según el Ministerio de Relaciones Exteriores, Colombia limitó la acogida de judíos polacos y alemanes debido al antisemitismo de la época. A pesar de todo, sí llegaron numerosas olas de inmigrantes judíos polacos y alemanes en Colombia se estima que más de 7000 inmigrantes abarcaron en el país cafetero

#### Portugal
La población portuguesa en Colombia no es numerosa, distinto a otros países vecinos como Brasil y Venezuela. En consecuencia, la historia de la migración portuguesa a Colombia es discreta, pero algunos historiadores creen que los portugueses llegaron a territorio colombiano como marineros y comerciantes cuando estuvo bajo el dominio español y hasta su independencia. Hoy en día, solo 121 ciudadanos portugueses residen en el país, aunque la embajada portugueses en Bogotá indica que hay 800 portugueses registrados.

#### Reino Unido

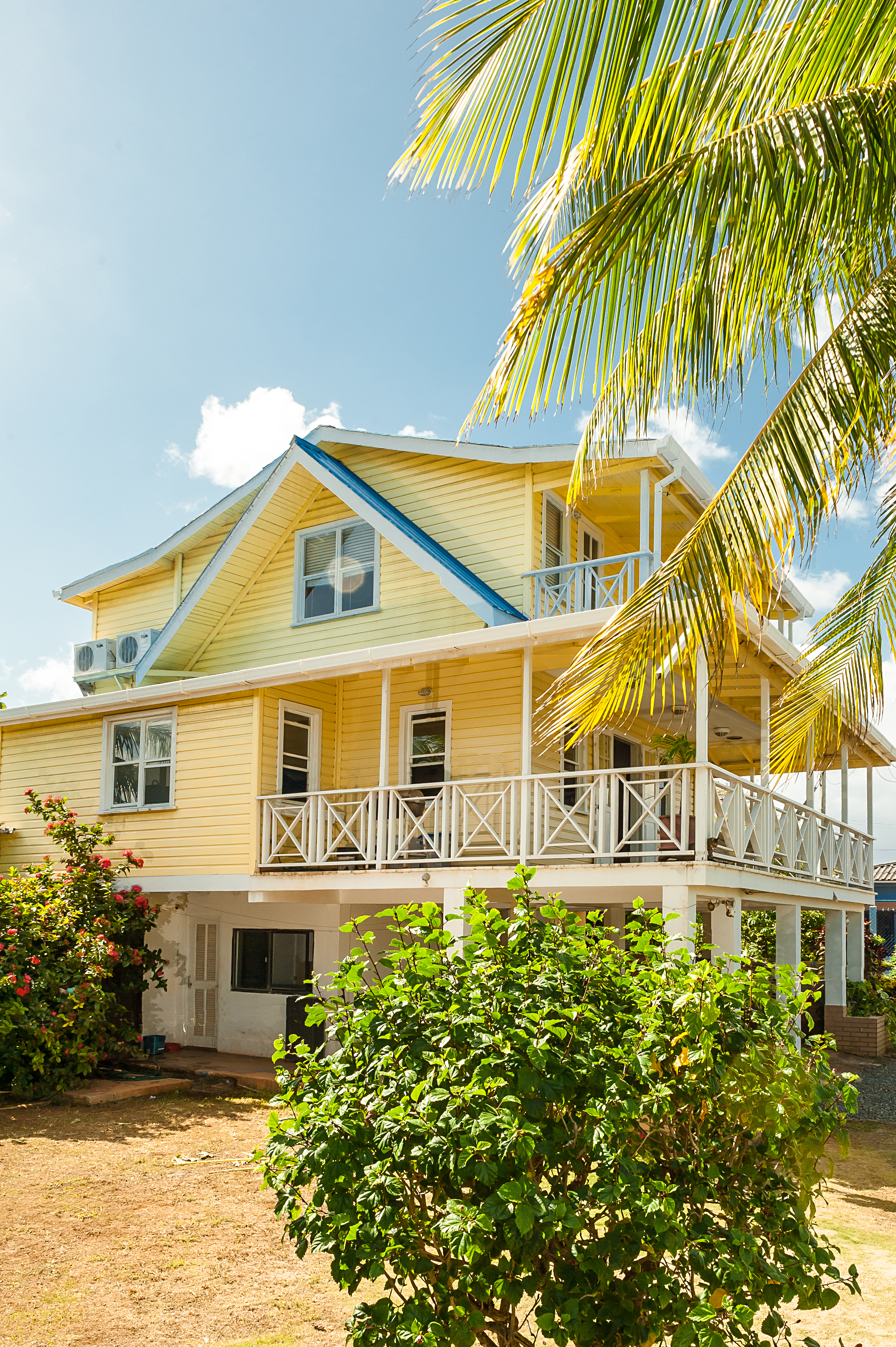
Muchas de las casas en la Isla de San Andrés siguen modelos de arquitectura anglosajona, esto debido a la presencia británica en el Archipiélago.

La presencia británica en el país no fue masiva, tampoco fue muy numerosa, debido a que los británicos emigraron principalmente a Chile y a Argentina, sin embargo la cantidad de inmigrantes británicos a Colombia fue en cantidades pasables, discretas o aceptables, y hoy existe una comunidad numerosa de ascendencia británica en el país. Ejemplos de ascendencia británica son el escritor Jorge Isaacs, de ascendencia judía inglesa, o James Martin Eder, pionero de la industria del azúcar en Colombia.
Los primeros exploradores británicos en llegar al territorio colombiano fueron Francis Drake y John Hawkins. Su primer asentamiento fue en el puerto de Cartagena, pero su viaje con sus barcos no tuvo éxito con la corona española en el siglo XVI.
En 1817, Gran Bretaña envió docenas de barcos a Estados Unidos con 5,000 soldados voluntarios, algunos de los hombres participaron en la liberación del territorio colombiano actual. Eran conocidos como la Legión Británica, hombres que formaban parte de los anfitriones de Simón Bolívar. Los préstamos originados en el Reino Unido fueron la principal fuente de financiamiento para Colombia hasta 1920. En 1822, Francisco Antonio Zea, el primer vicepresidente de Colombia, habló con los británicos Herrings, Graham y Powles fueron los créditos de dos millones de libras esterlinas para ayudar con el establecimiento de la joven república.

#### Rumania
La primera inmigración rumana a Colombia comenzó en la Primera Guerra Mundial. Cuando la mayoría de los inmigrantes huyeron del pacto de Varsovia en Rumania, sucede la segunda ola de inmigrantes rumanos tuvo lugar entre 1949 y 1954, llegaron como comerciantes, granjeros y sacerdotes. En 1989, la Revolución rumana hizo que muchos ciudadanos rumanos huyeran a otros países, incluyendo Colombia, a pesar de no ser el principal destino de los inmigrantes.

#### Rusia
La primera inmigración rusa a Colombia tuvo lugar durante la Primera y la Segunda Guerra Mundial, la mayoría de ellos huyeron de la unión soviética, especialmente del comunismo. Hoy en día, hay alrededor de 719 ciudadanos rusos en el país.

#### Serbia
Se estima que hay alrededor de 1000 serbios en el país. Varios directores de fútbol regionales son inmigrantes serbios.

#### Suiza
La existencia de la cultura suiza ha sido importante desde el comienzo de la migración suiza a Colombia hasta nuestros días. En la actualidad, hay 725 ciudadanos suizos que viven en Colombia. La primera presencia suiza documentada en Colombia comienza en 1881, cuando el profesor Ernst Röthlisberger fue contratado por la Universidad Nacional de Colombia.

#### Ucrania
La primera ola de inmigrantes ucranianos a Colombia tuvo lugar durante la era soviética. La mayoría de ellos procedían de Polonia, así como de Yugoslavia y la Ucrania soviética. Como no hay una embajada oficial de Ucrania en Colombia, es difícil estimar cuántos descendientes de estos inmigrantes ucranianos hay en el país.

### América
Aunque cuantitativamente reducida, fue importante la llegada de inmigrantes políticos de otros países latinoamericanos en tiempos en que existieron dictaduras o represión política (Argentina, Brasil, Chile, Cuba, Uruguay).

#### Argentina
La cultura argentina en Colombia es ampliamente conocida como significativa en algunas ciudades. En Medellín porque cuando Carlos Gardel abandonó su país en avión y cuando llegó a Medellín, el tango se introdujo por primera vez en Colombia. Un inmigrante argentino el cual vivió en Colombia fue el cantante, actor y director Leonardo Favio. En Bogotá han aportado a la cultura como la descendiente argentina fundadora del Museo de Arte Moderno de Bogotá (MAMBO); Marta Traba o también la fundadora del Festival Iberoamericano de Teatro, Fanny Mickey. En 2019 había unos 6226 argentinos en Colombia, la mayoría provenientes de la provincia de Buenos Aires.

#### Venezuela
Actualmente existe un importante flujo migratorio de venezolanos, principalmente por los drásticos cambios económicos y políticos ocurridos en su país.

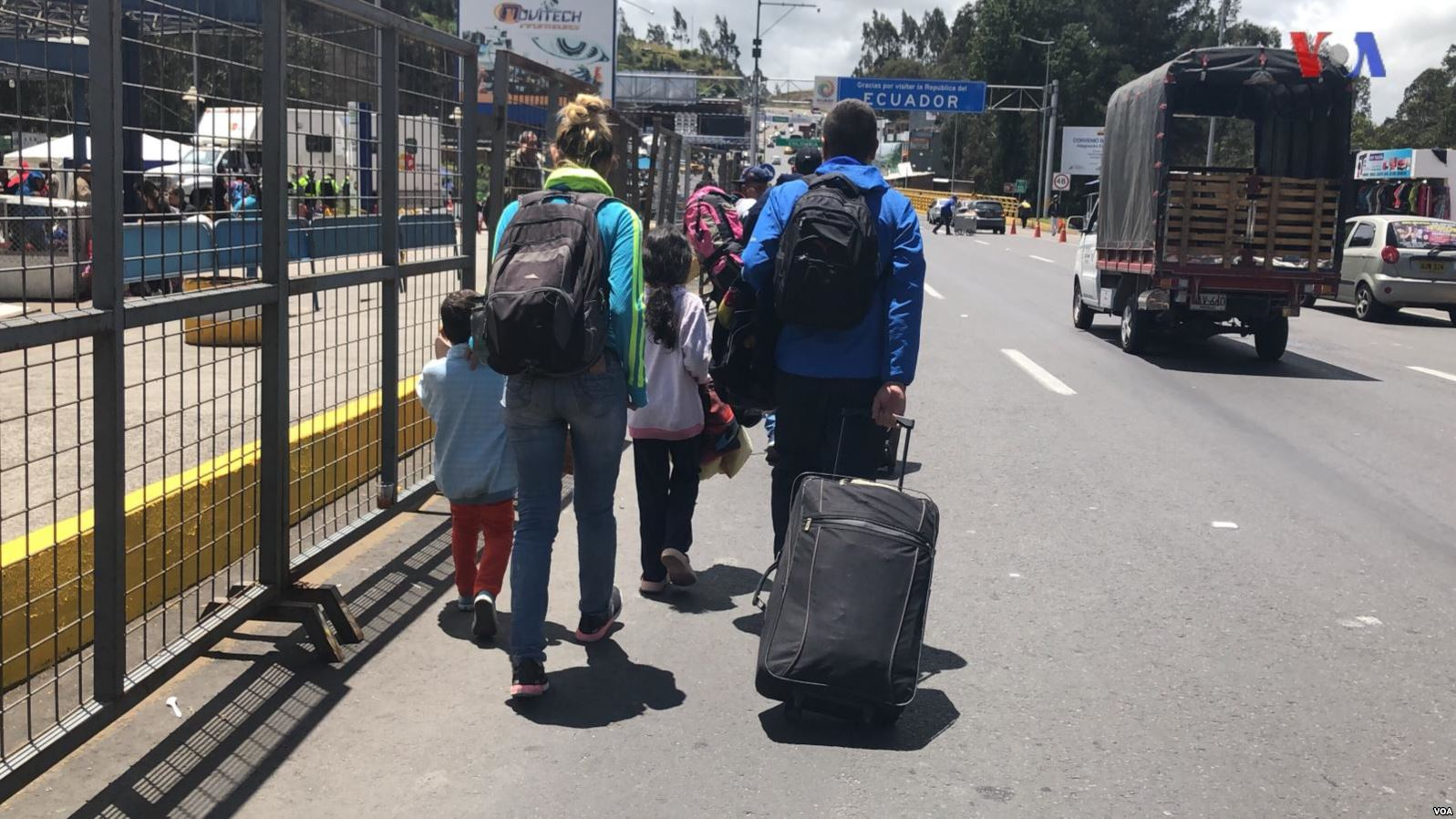
Familia venezolana en la frontera entre Colombia y Ecuador.

En el censo de 1964 solo se registraron 16 224 venezolanos residiendo en Colombia, cifra que alcanzó los 43 285 individuos en el Censo de 1993. La presencia de venezolanos en Colombia empezó a crecer en 2005, cuando 18 mil trabajadores de la estatal PDVSA fueron despedidos por el entonces presidente Hugo Chávez, siendo incorporados al sector petrolero colombiano. Una segunda ola migratoria se produjo a partir de 2010, con la llegada de empresarios y personas de clase media que huían las políticas de expropiación y de la devaluación del bolívar. Entre principios de 2017 y mediados de 2018, más de un millón de venezolanos entraron en Colombia, provocando la mayor crisis migratoria en la historia del país.
De enero a octubre de 2021, el 9,5 % de los bebés fueron paridos por madres venezolanas. Según la entidad durante ese período hubo 505.114 nacimientos y 48.075 fueron de madres venezolanas. En 2017, la tasa de natalidad de las madres migrantes de Venezuela era del 0 %, pero ha ido en aumento desde 2020, cuando fue del 9,1 %.

### Oriente Próximo

#### Armenia
La mayoría de los inmigrantes armenios en Colombia se establecieron en una ciudad fundada en 1889 por Jesús María Ocampo, que se convirtió en la actual Armenia. La ciudad recibió su nombre en honor al reconocimiento a los armenios asesinados por los otomanos en las masacres hamidianas de 1894 a 1897, y más tarde del genocidio armenio.
A principios de la década de 1940, la mayoría de los armenios asentados provenientes de la Armenia Soviética eran sobrevivientes del genocidio, los cuales no se integraron en la sociedad soviética después de su repatriación. Entre 1944 y 1947, muchos armenios étnicos de Medio Oriente (principalmente de Siria, Líbano, Irán, Egipto, Irak y Turquía), la Unión Soviética y Grecia llegaron a Colombia a causa de la Segunda Guerra Mundial.

#### Irán
La diáspora iraní a Colombia es uno de los inmigrantes más nuevos y recientes que llegan del Medio Oriente, aunque Irán no es un país árabe. Los iraníes llegaron por primera vez a Colombia a fines de la década de 1990, la mayoría de ellos como refugios debido a la Guerra entre Irán e Irak. La población censal indica que existen unos 125 iraníes en el país.

#### Líbano

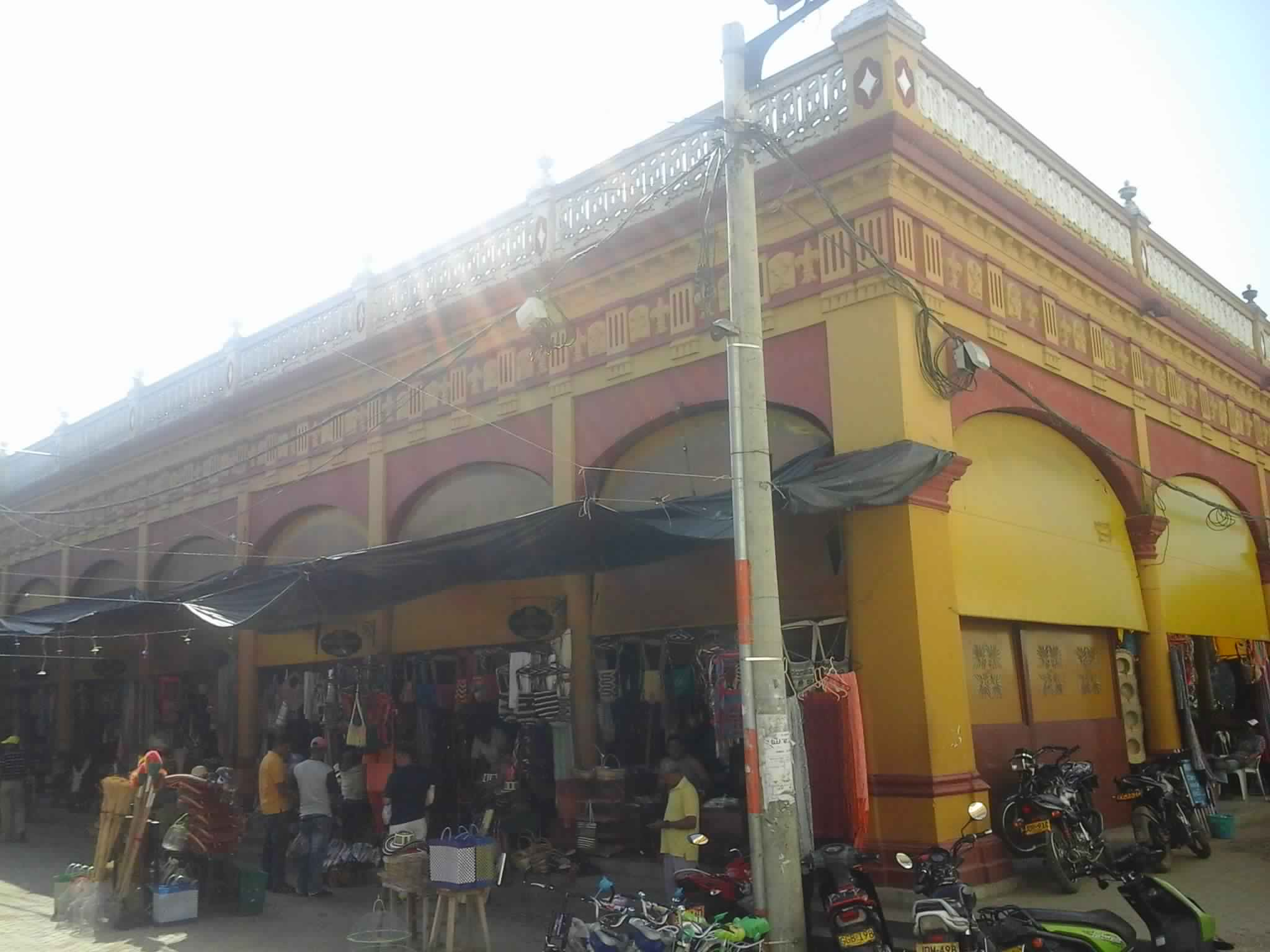
Mercado público de Santa Cruz de Lorica, municipio colombiano receptor de diversas migraciones sirio-libanesas

La inmigración libanesa en Colombia ha sido una de las corrientes migratorias más importantes en dicho país sudamericano. Los primeros árabes llegaron al país a finales del siglo XIX (1880) y principios del siglo XX. Se calcula que ingresaron a Colombia entre 1880 y 1930 alrededor de 10000 a 30000 inmigrantes libaneses, se establecieron principalmente en el Caribe Colombiano.
La mayoría de los inmigrantes eran cristianos u ortodoxos que vivían en territorios ocupados por el Imperio otomano; de Líbano, Siria y Palestina principalmente, y debido a eso entraban con documentos de ese país, por lo tanto fueron llamados erróneamente "turcos". Los primeros inmigrantes libaneses en Colombia eran oriundos de ciudades como Zable, Akkar, Trípoli, Batel, Beirut, Jarlein y Miniara.

Muchos de estos vendedores llegaban con la intención de "hacer las Américas", es decir, trabajar durante unos seis meses para luego regresar con las ganancias al Oriente, mientras que otros llegaban por casualidad; llegaban por error, puesto que muchas veces, los que se dirigían hacia los Estados Unidos o Argentina pensaban haber llegado al final del viaje y se bajaban del barco antes de darse cuenta de su equivocación. Entonces, no tenían más opción que quedarse en Colombia empezando a organizarse en el país, y abriendo pequeños comercios. Sin embargo, el desempeño económico de estos inmigrantes fue limitado por su desconocimiento del castellano, situación que les llevó a sub-emplearse y ejercer actividades económicas precarias.
Biermann, E.

El éxodo masivo tenía una razón, liberarse de la opresión del Imperio otomano. Son entonces las causas de emigración principalmente políticas y económicas siendo los emigrantes al principio jóvenes solteros en busca de oportunidades en América. La matanza de cristianos libaneses a manos de los otomanos en 1860, no solo inició la primera migración de libaneses al mundo, sino que obligó a las potencias europeas a intervenir. Entre los inmigrantes libaneses que llegaron a Colombia se destacan el político libanés Antonio Khoury Hanna quien era de Mazretafah, Líbano y familiar de los cantantes libaneses Elissa y Marwan Khoury, el poeta y político libanés Tannus Alejandro Wehbe Malik quien era de Bchaaleh, Líbano y familiar de la actriz y cantante libanesa Haifa Wehbe y del político argentino Jorge Wehbe, el político libanés Shaffik Mebarak Hazme quien salió de Zahlé, Líbano y familiar de la cantante colombiana Shakira y el político libanés José Antonio Turbay Haddad quien salió de Tannurin, Líbano y familiar del político y expresidente colombiano Julio César Turbay, de la ex Señorita Colombia 1991, Virreina Universal 1992-1993, actriz estadounidense y colombiana, Paola Turbay y de la cantante y actriz libanesa Fairouz, ellos salieron del Líbano a comienzos del siglo XX por culpa del Imperio otomano al igual que muchos inmigrantes libaneses.

#### Siria

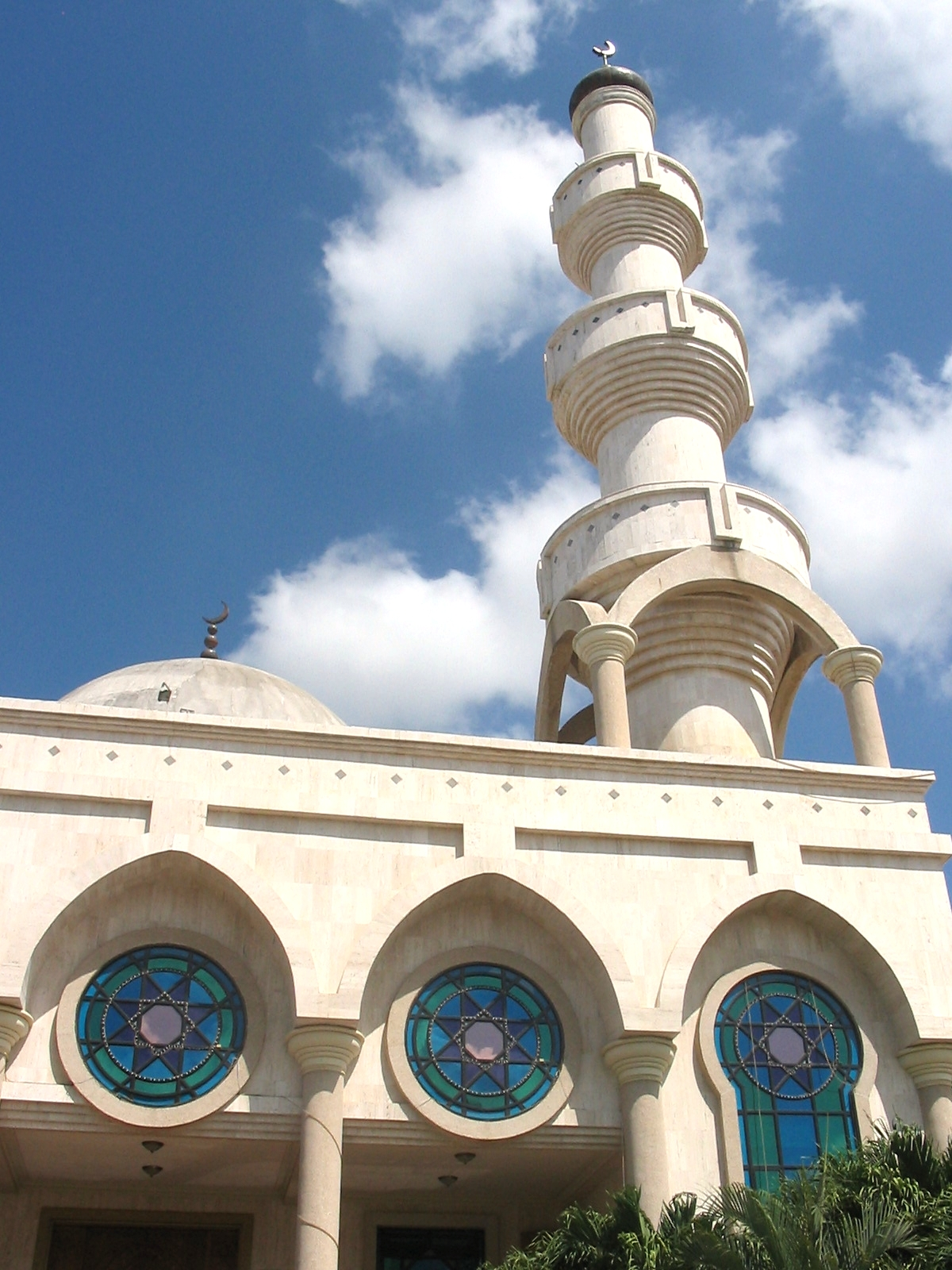
Mezquita en Maicao, otro centro importante de los migrantes de oriente próximo.

La ola de inmigración siria a Colombia parece haber comenzado en la década de 1880, y se establecieron principalmente en el Caribe Colombiano. Este fue quizás su pico durante las tres primeras décadas de este siglo y disminuyó después de 1930, pero los sirios, el pueblo libanés y los palestinos continuaron desde entonces su establecimiento en Colombia. Debido a la limitada información disponible, es imposible saber exactamente cuántos sirios y libaneses han emigrado al país. Se ha estimado que, durante el período más activo (1880-1930), una cifra entre 50.000 y 100.000 podría ser confiable. Cualquiera que sea la cifra, no hay duda de que, tal vez junto a los españoles, los sirio-libaneses son el mayor grupo de inmigrantes en Colombia desde la independencia. hasta la oleada de inmigrantes de Venezuela en la década del 2010.

#### Turquía
La mayoría de los inmigrantes que huyeron de la represión del Imperio Otomano turco y las dificultades financieras a Colombia, fueron clasificados como turcos debido a que sus pasaportes fueron emitidos por el Imperio Otomano y la mayoría de estos inmigrantes eran principalmente cristianos y musulmanes maronitas.
No obstante, los turcos étnicos del Imperio Otomano continental emigraron a Colombia con otros inmigrantes del Medio Oriente, como judíos sefardíes, libaneses, sirios, palestinos, armenios y varios israelíes, pero no fueron numerosos en comparación con los árabes que escaparon de la persecución y las creencias religiosas en Números más grandes. A pesar de esto, se integraron rápidamente en la sociedad colombiana al introducir la cultura y el idioma turco en el país.

### Asia

#### China
Los asiáticos del Extremo Oriente son uno de los grupos migratorios que menos llegó a Colombia: muy pocos emigraron al país la inmigración china a Colombia no fue hasta en 1970 y 1980, esto comienza con los trastornos políticos en China que llevaron a la creación de dos facciones políticas entre los chinos y la China externa, y posteriormente causaron la revolución comunista y la fundación de los dos estados chinos separados, uno en el continente y uno en Taiwán. Hoy en día, en términos de organización, son, por otro lado, la "Asociación China de Ultramar", fue fundada por emigrantes chinos que llegaron a Colombia durante la década de 1980, y el Centro Cultural Chino ubicado en Bogotá, fue establecido en 1988 por Institución gubernamental taiwanesa (Zhang 1991).

#### Corea
Otro de los grupos migratorios en Colombia es la inmigración coreana en Colombia, también muy pocos coreanos emigraron a Colombia, siendo casi inexistente comparada con otros países de la región como Venezuela, Brasil, o Argentina. Las guerras civiles, de los partidos tradicionales, La violencia, el conflicto armado,(que se empezó a intensificar en 1970 hasta hoy en día) y las políticas conservadoras desmotivarían a muchos extranjeros a inmigrar a Colombia. Los coreanos nos serían la excepción. La mayoría de los coreanos en Colombia hablan Idioma coreano y Idioma español, con diferentes grados de competencia. Colombia tiene instituciones y asociaciones culturales operadas por la comunidad y los colombianos que enseñan el idioma coreano como lengua heredada o segunda lengua tanto a coreanos como a colombianos.
El taekwondo llegó a Colombia en 1964 y las ciudades que lo empezaron a practicar fueron Bogotá y Medellín con el profesor coreano Sahn Young Han. En Medellín se practicó desde 1966 con el profesor coreano Huan Su Sohn.

#### India
La inmigración india fue de las más pocas que tuvo Colombia, muy pocos indios emigraron a Colombia en comparación de otros grupos de inmigrantes que emigraron a Colombia, pero hay pocos lugares en Colombia donde establecieron empresas hechas de India. La primera llegada de indios de la India fue durante el siglo XIX estableciéndose como inmigrantes. Luego llegaron más tarde durante la década de 1960 a 1980, donde se establecieron en algunas regiones del Pacífico como Cali y en las costas caribeñas de Colombia.
Hoy en día, se puede encontrar una gran comunidad de indios en lugares como Bogotá, Cali, Barranquilla y también en Santa Marta, y varios de ellos son médicos, hombres de negocios, científicos y empleados.

#### Japón
La inmigración japonesa en Colombia fue muy poca, casi inexistente, debido a que en 1882 se le prohibió la entrada rotundamente a cualquier asiático debido a que el gobierno colombiano de ese entonces pensaba que era una “raza poco atractiva y que no ayudaba en nada al mejoramiento de la raza” pero si revisamos el caso contrario de Colombia a Japón a partir de la promulgación de la revisión de la ley de inmigración en 1989, el flujo de personas procedentes de los países latinoamericanos aumentó muy rápido en corto tiempo. Mientras que en 1984 la población de latinoamericanos residentes en Japón sólo llegaba a 4260 personas, en 1990 aumentó a 72.673 y en 1995 se había triplicado a 223.812. Los colombianos, que en 1984 eran 232, en 1990 sumaron 425 y en 1995 el número alcanzaba 1367 personas. Estas cifras no discriminan la población nikkei de quienes no tienen ascendencia japonesa. Se estima que la población nikkei latinoamericana se ha estabilizado actualmente en 240 000 personas que radican en el Japón. Para el caso de Colombia, su número es de aproximadamente 300 personas. Se estima que los nikkei colombianos tienen una población estimada de 1700 habitantes.
La inmigración japonesa en Latinoamérica destaca en países vecinos como Argentina, Perú y Brasil. Se estima que en Colombia hay unos 2700 descendientes de inmigrantes japoneses.

#### Romaníes
Según el gobierno colombiano en 2005, reconocieron a las personas romaníes en Colombia como una de las minorías étnicas en el país. El gobierno también menciona que hay 5000 ciudadanos gitanos en Colombia, y otras fuentes cifran su descendencia en 8000 personas.
La primera migración gitana a Colombia comienza cuando el país era parte del imperio español hasta su independencia, muchos de ellos se creía que se originaron en Egipto y fueron conocidos como "Egipcios". Además, los gitanos se asentaron principalmente en Santander, Norte de Santander, Atlántico, Tolima, Antioquia, Sucre y Bogotá

## Datos

### Población total de extranjeros entre 1928 y 2018
| Población extranjera por año en Colombia (1928-2018) | Población extranjera por año en Colombia (1928-2018) | Población extranjera por año en Colombia (1928-2018) |
| Año                                                  | Cantidad                                             | Refs.                                                |
| ---------------------------------------------------- | ---------------------------------------------------- | ---------------------------------------------------- |
| 1928                                                 | 35 251                                               | [ 42 ] [ 52 ]                                        |
| 1938                                                 | 56 500                                               | [ 42 ] [ 52 ]                                        |
| 1940                                                 | 56 487                                               | [ 42 ] [ 52 ]                                        |
| 1964                                                 | 83 000                                               | [ 42 ] [ 52 ]                                        |
| 1985                                                 | 165 000                                              | [ 42 ] [ 52 ]                                        |
| 1993                                                 | 106 000                                              | [ 42 ] [ 52 ]                                        |
| 2005                                                 | 100 800                                              | [ 53 ]                                               |
| 2018                                                 | 2 103 000                                            | [ 53 ]                                               |

### Origen de los pobladores entre 1580 y 1750
| Inmigración colonial en Colombia | Inmigración colonial en Colombia | Inmigración colonial en Colombia | Inmigración colonial en Colombia | Inmigración colonial en Colombia |
| Origen                           | Cantidad                         | Cantidad                         | Cantidad                         | Refs.                            |
| Origen                           | 1580                             | 1650                             | 1750                             | Refs.                            |
| -------------------------------- | -------------------------------- | -------------------------------- | -------------------------------- | -------------------------------- |
| España                           | 10 000                           | 50 000                           | 350 000                          | [ 54 ] [ 55 ] [ 56 ]             |
| África                           | 15 000                           | 60 000                           | 51 999                           | [ 54 ] [ 55 ]                    |

### Origen censal de los inmigrantes en 1928
| Inmigración por nacionalidad en Colombia (1928) | Inmigración por nacionalidad en Colombia (1928) |
| País                                            | Cantidad                                        |
| ----------------------------------------------- | ----------------------------------------------- |
| Venezuela                                       | 14 478                                          |
| Siria                                           | 2 967                                           |
| España                                          | 2 465                                           |
| Estados Unidos                                  | 1 607                                           |
| Italia                                          | 1 916                                           |
| Alemania                                        | 1 682                                           |
| Reino Unido                                     | 1 436                                           |
| Total                                           | 35 251                                          |

### Origen censal de los inmigrantes entre 2005 y 2018
| Venezuela            | 37 350  | 1 927 456 | 2143,37 % |
| Estados Unidos       | 15 094  | 26 789    | 33,32 %   |
| Ecuador              | 11 404  | 23 890    | 58,81 %   |
| España               | 5312    | 21 972    | 181,51 %  |
| Perú                 | 4042    | 16 707    | 35,60 %   |
| Argentina            | 2563    | 15 220    | 103,67 %  |
| Chile                | 2286    | 11 088    | 122,57 %  |
| Brasil               | 1873    | 9 850     | 125,20 %  |
| México               | 6708    | 6 809     | 1,5 %     |
| Italia               | 2250    | 6104      | 37,96 %   |
| Francia              | 1652    | 5954      | 78,81 %   |
| Panamá               | 1656    | 4909      | 75,66 %   |
| Cuba                 | 1459    | 4383      | 63,33 %   |
| Alemania             | 1892    | 4133      | 12,74 %   |
| Costa Rica           | 846     | 3675      | 97,99 %   |
| China                | 1632    | 3598      | -2,08 %   |
| Reino Unido          | 998     | 3591      | 59,42 %   |
| Canadá               | 789     | 2570      | 98,99 %   |
| Bolivia              | 656     | 2063      | 62,04 %   |
| República Dominicana | 309     | 1908      | 193,85 %  |
| Resto del Mundo/ NR  | 16 660  | 89 698    | 58,02 %   |
| Total                | 100 771 | 2 102 669 | 1986,58 % |

### Descendencia histórica
| Descendencia histórica migrante en Colombia | Descendencia histórica migrante en Colombia | Descendencia histórica migrante en Colombia |                      |
| Origen                                      | Cantidad                                    | Porcentaje de la población (2020)           | Refs.                |
| ------------------------------------------- | ------------------------------------------- | ------------------------------------------- | -------------------- |
| 🇱🇧 Líbano                                   | 3 500 000                                   | 4 %                                         | [ 58 ]               |
| 🇮🇹Italia                                    | 2 500 000                                   | 3 %                                         | [ 59 ] [ 60 ] [ 61 ] |
| Palestina                                   | 120 000                                     | 0,2 %                                       | [ 62 ]               |
| China                                       | 25 000                                      | 0,05 %                                      | [ 63 ]               |
| Alemania                                    | 9 700                                       | 0,02 %                                      | [ 64 ]               |
| Total                                       | 3 654 700                                   | 7,31 %                                      | [ 65 ]               |